# یوستوس هارتناک
یوستوس هارتناک (۲۹ مه ۱۹۱۲ - ۱ مه ۲۰۰۵) فیلسوف دانمارکی و استاد دانشگاه آرهوس بود. انتشار دو ترجمه از کتاب او تحت عنوان «نظریه معرفت در فلسفه کانت» توسط غلامعلی حداد عادل و علی حقی در ایران جنجال‌برانگیز شد.